# Trollebo IP
Trollebo IP är en fotbollsarena i Hallstahammar, Sverige som är hemmaarena för Hallstahammars SK.
Publikrekordet är 7400 betalande som såg det allsvenska kvalet 1938, då Hammarby IF besegrades med 2-1.